# 賈我年
賈我年（？—1642年），號篯修，山東兖州府定陶縣人，明朝政治人物。

## 生平
崇祯六年（1633年）癸酉科山東鄉試第三十四名舉人，崇禎十年（1637年），登丁丑科會試第一百二十六名，廷試二甲五十名进士。吏部观政，十二年授绛州知州，九月調易州，纪录二次，十五年卒。

## 家族
曾祖贾邦曾，祖贾训，父贾尔荣。